# Afrahat
Afrahat (syr. ܐܦܪܗܛ Ap̄rahaṭ, gr. Ἀφραάτης, (fr.) Aphraate, ur. ok. 260, zm. ok. 345) − syryjski pisarz zaliczany do ojców Kościoła, przedstawiciel przedefeskiej teologii syryjskiej.

## Życiorys
Żyjący w pierwszej połowie IV wieku pisarz chrześcijański z kręgu dziedzictwa syryjskiego. Nadano mu przydomek Mędrzec perski, a sam określił się jako uczeń świętych pism. Pochodził z okolic Niniwy-Mosulu, znajdującego się w dzisiejszym Iraku. 
Wywodził się ze wspólnoty żyjącej na styku kultury judaistycznej i chrześcijańskiej ściśle związanej z Kościołem jerozolimskim. Wiadomo, że Afrahat kontaktował się ze środowiskami życia ascetycznego i monastycznego Kościoła syryjskiego, które opisał w swoich dziełach. Istnieje hipoteza, że był przełożonym klasztoru, a także że został wyświęcony na biskupa.
Imię Afrahat to syryjska forma imienia perskiego Farhad lub Ferhad, które prawdopodobnie znaczyło bystry, zdolny do krytycznej oceny, sędzia lub mędrzec. Jako pierwszy w połowie X wieku użył go Bar Bahlul. 
Pisał w języku syryjskim (syriackim), czyli w dialekcie języka aramejskiego używanym przez wczesnych chrześcijan, należących do grupy ludzi posługujących się językami semickimi.
Obok Efrema Syryjczyka był przedstawicielem przedefeskiej teologii syryjskiej, charakteryzującej się ortodoksyjnością, przenikniętej duchem judeochrześcijaństwa, w której odnaleźć można wpływy gnostycyzmu i enkratyzmu.
Wśród dzieł jego autorstwa wyróżniają się 23 mowy nazywane Rozprawami (Demonstrationes).

## Rozprawy (Demonstrationes)
Adresatami Mów Afrahata są synowie przymierza, czyli grupa ascetów w pierwotnym Kościele języka syryjskiego.
Poruszają ważne aspekty życia wyznawców Chrystusa, a także związk zachodzące między judaizmem i chrześcijaństwem oraz Starym i Nowym Testamentem. Niektórzy badacze widzą w nich środek apologetyczny.
Mowy Afrahata zostały ułożone w porządku akrostychicznym i są napisane w języku syryjskim.
Można podzielić je na dwie grupy:
- Pierwsze dziesięć mów napisanych na przełomie lat 336/337 porusza kwestie wiary, miłości, postu, modlitwy, wojen, synów przymierza, nawrócenia, zmartwychwstania umarłych, pokory i służby pasterskiej.

- Druga grupa Mów, opracowana w latach 343–344, mówi o obrzezaniu, o święcie paschy, o szabacie, zawiera List synodalny Kościoła perskiego, następnie porusza temat przepisów pokarmowych, powołania ludów, Mesjasza-syna Bożego, dziewictwa i świętości, definitywnego odrzucenia Żydów, opieki nad biednymi, prześladowań, śmierci i czasów ostatecznych. Ostatnia Mowa pochodzi z roku 345 i zatytułowana została O winnym gronie.

Uznaje się, że dziewięć Mów drugiej części skierowanych było przeciw Żydom, a celem autora była obrona wiary wyznawców Jezusa. Przyjmuje się, że Afrahat polemizował z Żydami pochodzenia babilońskiego lub odnosił się do zamieszania wprowadzanego we wspólnocie Kościoła przez judeochrześcijan.
Są to następujące Rozprawy:
1. O wierze
2. O miłości
3. O poszczeniu
4. O modlitwie
5. O wojnach
6. O synach przymierza
7. O pokutujących
8. O zmartwychwstaniu zmarłych
9. O pokorze
10. O pasterzach
11. O obrzezaniu
12. O Passze
13. O Szabacie
14. O głoszeniu kazań
15. O rozróżnianiu pokarmów
16. O gojach i Żydach
17. O Chrystusie
18. O dziewictwie
19. O rozproszeniu Izraela
20. O jałmużnie
21. O prześladowaniach
22. O czasach ostatecznych
23. O winnym gronie.

Dzieło to zostało wydane w dwóch tomach w ramach serii Sources chrétiennes w przekładzie na język francuski dokonanym przez panią Marie-Joseph PIERRE: tom 1 Exposés (I-IX) w Sch 349 /1988 r./ i tom 2. Exposés (XI-XXIII) SCh 359 /1989 r./.
Natomiast na język polski przełożył je Andrzej Uciecha i zostały wydane w 2023 roku (Afrahat, mędrzec perski. Mowy. Tłumaczenie Demonstrationes I-XXIII, tłum. A. Uciecha, Katowice 2023).

## Cechy charakterystyczne dzieł Afrahata:
1. Wysublimowany język.[8]
2. Podporządkowanie symbolizmowi biblijnemu
3. Wyraźne nawiązanie w teologicznej argumentacji do tradycji targumicznej judeochrześcijan (w czasach Afrahata tnie dokonało się jeszcze ostateczne zerwanie Kościoła z Synagogą)[9]
4. Wykazywanie czasowej wartości żydowskich przepisów prawnych, a szczególnie mówiących o obrzezaniu, szabacie czy poście.[10]
5. Czysto biblijna, wolna od jakiejkolwiek filozofii teologia i antropologia. Nie znajdują się także echa soboru w Nicei.[11]
6. Mnogość cytatów i odniesień do Biblii. Stosuje metodę skrypturystyczną, inaczej nazywaną: argumentem z Pisma.  W początkach chrześcijaństwa był to jeden z poważniejszych argumentów apologetycznych, który miał głównie charakter czysto teologiczny. Często argumentacja biblijna uwzględniała sens duchowy i figuratywny starotestamentowych tekstów, przedstawiając ich spełnienie w Nowym Testamencie. Głównym zadaniem metody skrypturystycznej było uzasadnienie tekstami Pisma stawianych tez i przyjmowanych stanowisk. Warunkiem skuteczności argumentacji biblijnej jest dobra wola człowieka oraz otwarcie na Bożą łaską.[12]
7. Świadome używanie figury retorycznej „mój przyjacielu”. Przez to ożywia narrację i uwiarygadnia apologetyczny przekaz.[13]
8. Interpretacja chrystologiczna. Teksty i figury Starego Testamentu znajdują swoje spełnienie w osobie Jezusa Chrystusa.
9. Stosuje teologię zastępstwa i zasadę typologii.[14]

## Dziedzictwo wschodnich Kościołów języka syryjskiego
Literatura syryjska rozwijała się już od połowy II wieku i była bardzo mocno zakorzeniona w tekstach Pisma Świętego. Dość wcześnie powstały syryjskie przekłady Biblii m.in. Peszitta, czy Diatessaron Tacjana, a także inne przekłady oraz komentarze np. Komentarz do Diatessaronu św. Efrema Syryjczyka.
Papież Benedykt XVI w jednej ze swoich katechez zauważył, że Kościoły na obszarze od Ziemi Świętej aż do Libanu i Mezopotamii cieszą się własnym dorobkiem myśli o zasadniczym znaczeniu w rozwoju myśli teologicznej i duchowej, ale jest to mało znany obszar wiary, na którym począwszy od IV wieku kształtowały się różnego rodzaju formy ascezy oraz życia zakonnego.

## Zobacz także:
Przemówienie Benedykta XVI o Afrahacie (en)